# Manuel dos Santos Gomes
Manuel dos Santos Gomes (Fajões, Oliveira de Azeméis, 19 de Abril de 1945) é um empresário português.

## Biografia
Nascido em 19 de Abril de 1945, no Norte de Portugal, no Lugar de S. Mamede, na freguesia de Fajões, do concelho de Oliveira de Azeméis, oriundo de uma família humilde, filho de Durbalino Gomes e de Dolores Leite dos Santos, casado com Zulmira de Pinho Ferreira e pai de dois filhos.
Começou a trabalhar logo após ter concluído, em 20 de Julho de 1956, o curso da instrução primária, na escola da sua terra natal. Ajudava o pai nos trabalhos agrícolas dos seus terrenos, numa atividade de subsistência, de que avultava a exploração leiteira de, apenas, quatro vacas que proporcionava reduzido rendimento.
Iniciou a  tropa em 25 de Outubro de 1966, no  R10- Regime de Infantaria em Aveiro.
Regressado a Portugal, em 30 de Agosto de 1969, após o cumprimento do serviço militar em Angola, tirando a especialidade de Operador de mensagens BCAC13 (Batalhão Caçadores nº13 na cidade de Salazar - Norte de Angola). Dedicou-se à expansão da atividade da família, hoje, representada pela sociedade Agro-Pecuária Santos Gomes, Lda. e que desenvolve a sua atividade de produção de leite numa exploração com cerca de 100 vacas leiteiras, produzindo aproximadamente 650 mil litros/ano.

## Atividades Empresariais
Homem permanentemente interessado no desenvolvimento das condições económicas da agricultura portuguesa e, particularmente da  economia leiteira, ingressou no associativismo cooperativo em 1986.
- PROLEITE

Como Vogal da Direção da PROLEITE – Cooperativa Agrícola de Produtores de Leite do Centro Litoral, C.R.L., em 1992 (1991 cooptado)  assumiu funções como Presidente da Direção, que mantém até à presente data;

Decorrente destas funções, foi assumindo ao longo dos tempos lugares nos órgãos sociais das empresa do Grupo PROLEITE:

Gerente da sociedade PROLIMPOR – Importação, Exportação e Comércio de Produtos, Lda., desde 1991 até à data; 

Gerente da sociedade PROLIMÓVEL – Construção e Promoção Imobiliária, Lda., desde 1991 até à data;

Presidente da Assembleia Geral da sociedade PROLEITE MIMOSA SGPS, SA. – Distribuição e Comércio, S.A., desde 1993 até à data;

Administrador da PROLEITE MIMOSA SGPS, SA., desde 13 de Julho de 1994;

Gerente da sociedade SEMICENTRO – Novas Tecnologias Agrícolas, Lda., desde 1999 até 2008;

Administrador da PROLEITE MIMOSA SGPS, SA., desde 2002;

Gerente da sociedade ELECTRO-TURBO-DIESEL, LDA., desde 01 de Agosto de 2006;

Presidente da Assembleia Geral da PRONICOL – Produtos Lácteos, S.A..
Na sua presidência, a PROLEITE foi distinguida pela Revista EXAME com o título da Melhor Empresa do Sector de Agricultura e Pescas nos anos de 1997, 1999 e 2000 respetivamente e ainda pelo Diário de Notícias que distinguiu com o título da 8ª Melhor Empresa a Nível Nacional no ano de 1999.
- LACTOGAL

Foi com a Direção por si presidida que, em 1996/1997, se procedeu à concentração das atividade comercial e industrial da PROLEITE com as duas maiores Uniões de Cooperativas do setor – a AGROS e a LACTICOOP – para a constituição da LACTOGAL – Produtos Alimentares, S.A., que passou a desenvolver aquelas atividades concentradas, dinamizando-as e assumindo-se como o mais importante pilar do setor dos lacticínios a nível ibérico.

Em resultado desta concentração, passou a desempenhar as funções de:

Administrador da LACTOGAL – Produtos Alimentares, S.A., desde 1996;

Presidente do Conselho de Administração, da LACTOGAL–S.G.P.S., S.A. em 1998.(Entre 1998 e 2011).
- LACTCÍNIOS VIGOR

Ocupa o cargo de Administrador  na empresa LACTICÍNIOS VIGOR, S.A. desde  2000;

Ocupou (desde 2007) as funções de Vogal do Conselho de Administração da CELTA, em Espanha.
- MATADOUROS DA BEIRA LITORAL, S.A.

Desempenha desde 2004, as funções de Presidente do Conselho de Administração da sociedade, MATADOUROS DA BEIRA LITORAL, S.A., com sede em Aveiro, na qual a PROLEITE MIMOSA SGPS, SA. detém uma participação de capital.
- LECHE CELTA

Administrador da Leche Celta, S.L., desde 2007.
- NATURAR

Entre 2009 e 2014 foi eleito Vogal do Conselho de Administração da NATURAR, S.A.
- LUSOGENES

Desde 2011, desempenha as funções de Gerente e Mentor na Lusogenes - Sociedade Produção e Comercialização de Material Genético, Lda (única no país com pareceria com a CRI americana).
- ETANOR

Vogal do Conselho de Administração do Grupo ETANOR – Empresa de Turismo e Águas de Mesa do Norte, S.A., desde 31 de Março de 2012.
- CNEMA

Presidente da Assembleia Geral do C.N.E.M.A. – Centro Nacional Exposições e Mercados Agrícolas, S.A. para o triénio 2017 a 2019.
- ALIP

Tesoureiro da Administração do ALIP – Laboratório Interprofissional, desde 2006 até à data.

## Associativismo
Entusiasta do associativismo, mantém paralelamente a estas atividades diversos cargos em entidades sem fins lucrativos, ligadas essencialmente à produção leiteira, mas também à  caça, seu hobby de eleição.
- ADS – União da Beira Litoral

Vice-presidente da Mesa da Assembleia Geral desde a fundação (1993) da União do ADS/OPP da Beira Litoral (Associação de Defesa Sanitária), até 2001;

Presidente da Direção da União dos ADS/OPP da Beira Litoral (Associação de Defesa Sanitária), desde 14 de Novembro de 2001.
- ADS – Federação Nacional das Uniões

Vice-presidente da Federação Nacional das Uniões dos A.D.S. (Associação de Defesa Sanitária), desde 15 de Fevereiro de 2005.
- E.A.B.L.

Secretário da Mesa da Assembleia Geral da E.A.B.L. – Estação de Apoio à Bovinicultura Leiteira, desde 05 de Agosto de 1991;

Presidente da Mesa da Assembleia Geral da E.A.B.L. – Estação de Apoio à Bovinicultura Leiteira, desde 11 de Janeiro de 2000;

Presidente do Conselho de Administração da E.A.B.L. – Estação de Apoio à Bovinicultura Leiteira, desde 14 de Novembro de 2003.
- ANABLE

Vice-Presidente do Conselho de Administração da ANABLE – Associação Nacional para o Melhoramento dos Bovinos Leiteiros, desde Junho de 1999;

Presidente do Conselho de Administração da ANABLE – Associação Nacional para o Melhoramento dos Bovinos Leiteiros, desde 3 de Março de 2011.
- FENALAC

Secretário da Direção da FENALAC – Federação Nacional de Cooperativas de Leite e Lacticínios, F.C.R.L.;

Presidente  da FENALAC – Federação Nacional Cooperativas Produtores Leite, desde 9 de Janeiro de 2012.
- ADRITEM

De 2009 a 2014 que ocupou o cargo de Vogal do Conselho Fiscal da ADRITEM e tornou-se Presidente do Conselho Fiscal em 2015; 

- CONFAGRI

Presidente da CONFAGRI – Confederação Nacional das Cooperativas Agrícolas e do Crédito Agrícola de Portugal, C.C.R.L., desde Março de 2011.
- Associação de Caça da Quinta do Covo

Presidente da Assembleia Geral da Associação de Caça da Quinta do Covo, desde 2000.

## Cargos Políticos
Instado por um movimento cívico da sua terra natal, concorreu e foi eleito Presidente da Junta de Fajões, cargo que desempenhou entre 1980 e 1985.
Atualmente é:
- Representante Efetivo do Conselho Económico e Social, pela  Confagri como Conselheiro de Estado, desde 2012, na Comissão Especializada Permanente de Política Económica e Social
- Presidente Comissão de Vencimentos, desde Abril 2013 - Mercado Abastecedor do Porto
- Membro do Conselho Estratégico de Internacionalização, desde 2016 - Ministério da Economia

## Principais Obras
- JUNTA DE FAJÕES – OLIVEIRA DE AZEMÉIS

Enquanto Presidente da Junta, no decorrer do seu mandato entre 1980 e 1985, foi construído o Centro Social de Fajões e instituída a Corporação dos Bombeiros Voluntários de Fajões, sendo seu sócio-fundador.
- PROLEITE

Inauguração da Nova Sede em Setembro de 2014 com um investimento de 21 milhões euros.
- FENALAC

Inauguração da Nova Sede em Outubro de 2014 com investimento de meio milhão de euros.
- CONFAGRI

Construção da Nova Sede em Setembro de 2015 (aguardando a inauguração) com investimento de 12 milhões de euros.

## Prémios e Condecorações
A 8 de Junho de 2012, foi agraciado pelo Presidente da República, Aníbal Cavaco Silva, com o grau de Comendador da Ordem do Mérito Empresarial - Classe do Mérito Agrícola. A 26 de setembro de 2024, foi agraciado com o grau de Grande-Oficial da Ordem do Mérito.